# Seznam pilotovaných vesmírných letů 2000–2009

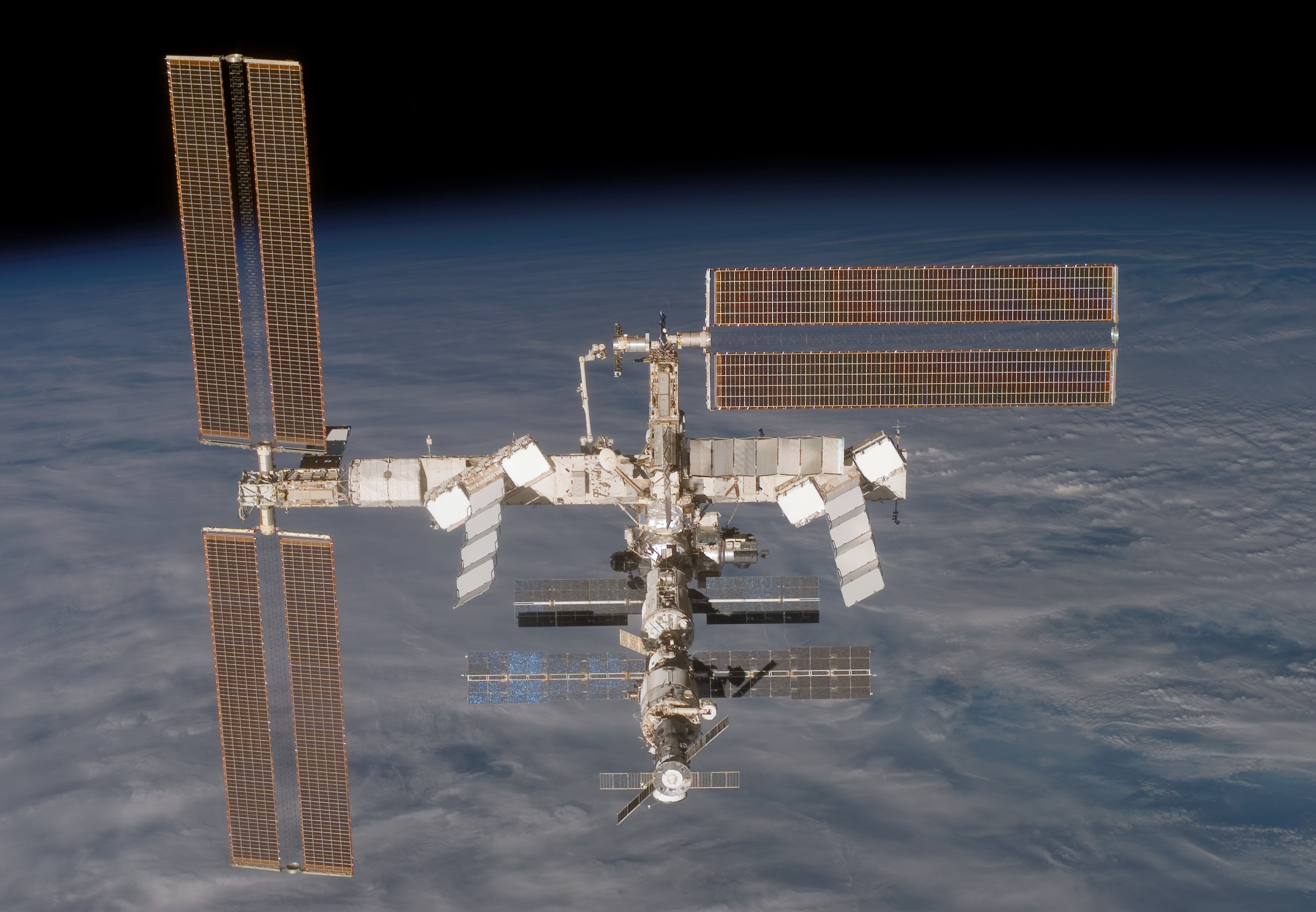
Mezinárodní vesmírná stanice 19. prosince 2006. Pohled z odlétajícího raketoplánu Discovery (mise STS-116).

Seznam pilotovaných letů s lidskou posádkou v letech 2000–2009 zahrnuje 58 orbitálních a 3 suborbitální pilotované kosmické lety. V uvedeném období proběhla poslední mise na stanici Mir, lety k Mezinárodní vesmírné stanici, nehoda raketoplánu Columbia, lety čínských kosmických lodí Šen-čou a první soukromé suborbitální lety.
Roku 2000 začala nová etapa kosmických letů – v červnu odletem 28. expedice skončilo čtrnáctileté osídlení stanice Mir. Naopak začátkem listopadu na Mezinárodní vesmírnou stanici (ISS) přiletěla Expedice 1, čímž začalo trvalé osídlení nové stanice. Výměna posádek a výstavba ISS byly náplní většiny ruských a amerických pilotovaných letů následujících let. Výjimkou byly jen čtyři samostatné mise amerických raketoplánů – let STS-99 roku 2000, dvě servisní mise k Hubbleovu vesmírnému dalekohledu a let STS-107 raketoplánu Columbia, který při přistání lodi skončil zničením raketoplánu a smrtí posádky. Zatímco americká vesmírná agentura NASA používala k letům do vesmíru raketoplány Space Shuttle, ruský Roskosmos disponoval kosmickými loděmi Sojuz.
V prvním desetiletí 21. století proběhly také první tři čínské pilotované kosmické lety – mise Šen-čou 5, 6 a 7 – a první tři suborbitální lety soukromé kosmické lodě – mise SpaceShipOne 15P až 17P. 

## Seznam letů
- Červeně označené lety jsou lety, při kterých se stala katastrofa s následkem smrti posádky.
- Zeleně označené lety jsou suborbitální lety.

| Pokračování ze seznamu pilotovaných vesmírných letů 1987–1999 | Pokračování ze seznamu pilotovaných vesmírných letů 1987–1999    | Pokračování ze seznamu pilotovaných vesmírných letů 1987–1999                                                                                       | Pokračování ze seznamu pilotovaných vesmírných letů 1987–1999                                                                                    | Pokračování ze seznamu pilotovaných vesmírných letů 1987–1999 | Pokračování ze seznamu pilotovaných vesmírných letů 1987–1999 | Pokračování ze seznamu pilotovaných vesmírných letů 1987–1999 |
| Znak mise                                                     | Loď                                                              | Mise, posádka | Foto posádky | Cíl letu                                                      | Shrnutí mise | Ref.                                                          |
| ------------------------------------------------------------- | ---------------------------------------------------------------- | --- | --- | ------------------------------------------------------------- | --- | ------------------------------------------------------------- |
|                                                               |                                                                  | | |                                                               | |                                                               |
| Rok 2000                                                      |                                                                  | | |                                                               | |                                                               |
| Znak mise STS-99                                              | Endeavour Start: 11. února 2000 Přistání: 22. února 2000         | STS-99 Kevin Kregel Dominic Gorie Gerhard Thiele Janet Kavandiová Janice Vossová Mamoru Móri                                                        | Zleva sedí Móri, Thiele, stojí Vossová, Kregel, Gorie, Kavandiová                                                                                | Experimenty na oběžné dráze Země                              | Trojrozměrné radiolokační interferometrické mapování zemského povrchu a další experimenty. | [ 1 ] [ 2 ]                                                   |
|                                                               | Sojuz TM-30 Start: 4. dubna 2000 Přistání: 16. června 2000       | 28. základní expedice (EO-28) Sergej Zaljotin Alexandr Kaleri                                                                                       | Alexandr Kaleri | Vesmírná stanice Mir                                          | Servisní mise, jeden výstup do vesmíru, poslední výprava ke stanici Mir. | [ 3 ]                                                         |
| Znak mise STS-101                                             | Atlantis Start: 19. května 2000 Přistání: 29. května 2000        | STS-101 James Halsell Scott Horowitz Mary Weberová Jeffrey Williams James Voss Susan Helmsová Jurij Usačov                                          | Zleva sedí Horowitz, Halsell, stojí Weberová, Williams, Usačov, Voss, Helmsová                                                                   | Mezinárodní vesmírná stanice (ISS)                            | Zásobovací mise, servisní činnosti, zvýšení oběžné dráhy komplexu, jeden výstup do vesmíru. | [ 4 ] [ 5 ]                                                   |
| Znak mise STS-106                                             | Atlantis Start: 8. září 2000 Přistání: 20. září 2000             | STS-106 Terrence Wilcutt Scott Altman Daniel Burbank Edward Lu Richard Mastracchio Jurij Malenčenko Boris Morukov                                   | Vpředu zleva: Jurij Malenčenko, Terrence Wilcutt a Scott Altman; vzadu: Daniel Burbank, Edward Lu, Richard Mastracchio a Boris Morukov           | Mezinárodní vesmírná stanice (ISS)                            | Zásobovací mise, jeden kosmický výstup. | [ 6 ] [ 7 ]                                                   |
| Znak mise STS-92                                              | Discovery Start: 11. října 2000 Přistání: 24. října 2000         | STS-92 Brian Duffy Pamela Melroyová Leroy Chiao William McArthur Peter Wisoff Michael López-Alegría Kóiči Wakata                                    | Vzadu zleva: Chiao, Lopez-Alegria, McArthur, Wisoff, Wakata; vpředu: Melroyová, Duffy                                                            | Mezinárodní vesmírná stanice (ISS)                            | Montážní mise, připojení příhradové konstrukce Z1, čtyři výstupy do vesmíru. | [ 8 ] [ 9 ]                                                   |
| Znak Expedice 1                                               | Sojuz TM-31 Start: 31. října 2000 Přistání: 6. května 2001       | Expedice 1 William Shepherd Jurij Gidzenko Sergej Krikaljov                                                                                         | Zleva Sergej Krikaljov, William Shepherd a Jurij Gidzenko                                                                                        | Mezinárodní vesmírná stanice (ISS)                            | Přílet posádky Expedice 1, která poprvé dlouhodobě zabydlela stanici. Posádka Expedice 1 se na Zemi vrátila v březnu 2001 raketoplánem Discovery při misi STS-102. Sojuz TM-31 byl ke stanici půl roku připojen jako záchranný člun, na Zemi se vrátil s 1. návštěvní expedicí v květnu 2001.                                                                                               | [ 10 ]                                                        |
| Znak mise STS-97                                              | Endeavour Start: 30. listopadu 2000 Přistání: 11. prosince 2000  | STS-97 Brent Jett Michael Bloomfield Joseph Tanner Carlos Noriega Marc Garneau                                                                      | Vpředu zleva: Michael Bloomfield, Marc Garneau, Brent Jett; vzadu: Carlos Noriega a Joseph Tanner                                                | Mezinárodní vesmírná stanice (ISS)                            | Montážní mise, připojení příhradové konstrukce P6 se solárními panely, tři výstupy do vesmíru. | [ 11 ] [ 12 ]                                                 |
| Rok 2001                                                      |                                                                  | | |                                                               | |                                                               |
| Znak mise STS-98                                              | Atlantis Start: 7. února 2001 Přistání: 20. února 2001           | STS-98 Kenneth Cockrell Mark Polansky Robert Curbeam Thomas Jones Marsha Ivinsová                                                                   | Sedící zleva:Mark Polansky a Kenneth Cockrell; vzadu: Robert Curbeam, Marsha Ivinsová a Thomas Jones                                             | Mezinárodní vesmírná stanice (ISS)                            | Montážní mise, připojení laboratoře Destiny, tři výstupy do vesmíru. | [ 13 ]                                                        |
| Znak mise STS-102 · Znak Expedice 2                           | Discovery Start: 8. března 2001 Přistání: 21. března 2001        | STS-102 James Wetherbee James McNeal Kelly Andy Thomas Paul William Richards Expedice 2 Jurij Usačov James Voss Susan Helmsová                      | Posádka STS-102 s posádkami ISS Expedice 1 a 2                                                                                                   | Mezinárodní vesmírná stanice (ISS)                            | Použití transportního modulu MPLM Leonardo, přílet posádky Expedice 2 na stanici a návrat posádky Expedice 1 na Zemi, dva výstupy do vesmíru. Expedice 2 přistála v srpnu 2001 při misi STS-105 raketoplánu Discovery. | [ 14 ]                                                        |
| Znak mise STS-100                                             | Endeavour Start: 19. dubna 2001 Přistání: 1. května 2001         | STS-100 Kent Rominger Jeffrey Ashby Christopher Hadfield Scott Parazynski John Phillips Umberto Guidoni Jurij Lončakov                              | Sedící zleva: Kent Rominger a Jeffrey Ashby; vzadu: Jurij Lončakov, Scott Parazynski, Umberto Guidoni, Chris Hadfield a John Phillips            | Mezinárodní vesmírná stanice (ISS)                            | Použití transportního modulu MPLM Raffaello, instalace staničního manipulátoru Canadarm2, dva výstupy do vesmíru. | [ 15 ]                                                        |
| Znak 1. návštěvní expedice na ISS                             | Sojuz TM-32 Start: 28. dubna 2001 Přistání: 31. října 2001       | 1. návštěvní expedice (EP-1) Talgat Musabajev Jurij Baturin Dennis Tito                                                                             | zleva: Dennis Tito, Talgat Musabajev a Jurij Baturin                                                                                             | Mezinárodní vesmírná stanice (ISS)                            | Přílet 1. návštěvní expedice na ISS, v posádce byl i první vesmírný turista Dennis Tito. Celá tříčlenná posádka se po týdnu vrátila Sojuzem TM-31. Sojuz TM-32 zůstal u stanice půl roku připojený jako záchranný člun a na Zemi se vrátil v říjnu 2011 s posádkou 2. návštěvní expedice.                                                                                                   | [ 16 ] [ 17 ]                                                 |
| Znak mise STS-104                                             | Atlantis Start: 12. července 2001 Přistání: 25. července 2001    | STS-104 Steven Lindsey Charles Hobaugh Michael Gernhardt James Francis Reilly Janet Kavandiová                                                      | Sedící zleva: Charles Hobaugh, Steven Lindsey; vzadu: Michael Gernhardt, Janet Kavandiová a James Reilly                                         | Mezinárodní vesmírná stanice (ISS)                            | Montážní mise, instalace přechodové komory Quest, tři výstupy do vesmíru. | [ 18 ]                                                        |
| Znak mise STS-105 · Znak Expedice 3                           | Discovery Start: 10. srpna 2001 Přistání: 22. srpna 2001         | STS-105 Scott Horowitz Frederick Sturckow Daniel Barry Patrick Forrester Expedice 3 Frank Culbertson Michail Ťurin Vladimir Děžurov                 | Posádka STS-105 s posádkami ISS Expedice 2 a 3                                                                                                   | Mezinárodní vesmírná stanice (ISS)                            | Zásobovací mise, použití transportního modulu MPLM Leonardo, přílet posádky Expedice 3 na stanici a návrat posádky Expedice 2 na Zemi, dva výstupy do vesmíru. Posádka Expedice 3 se ze stanice vrátila v prosinci 2001 raketoplánem Endeavour při misi STS-108. | [ 19 ]                                                        |
| Znak 2. návštěvní expedice na ISS                             | Sojuz TM-33 Start: 21. října 2001 Přistání: 5. května 2002       | 2. návštěvní expedice (EP-2) Viktor Afanasjev Claudie Haigneréová Konstantin Kozejev                                                                | zleva: Konstantin Kozejev, Viktor Afanasjev a Claudie Haigneréová                                                                                | Mezinárodní vesmírná stanice (ISS)                            | Přílet 2. návštěvní expedice na ISS. Celá tříčlenná posádka se po 9 dnech a 18 hodinách vrátila Sojuzem TM-32 na Zemi. Sojuz TM-33 zůstal u stanice připojen půl roku jako záchranný člun, na Zem se vrátil v květnu 2002 s posádkou 3. návštěvní expedice. | [ 20 ] [ 21 ]                                                 |
| Znak mise STS-108 · Znak Expedice 4                           | Endeavour Start: 5. prosince 2001 Přistání: 17. prosince 2001    | STS-108 Dominic Gorie Mark Kelly Linda Godwinová Daniel Tani Expedice 4 Jurij Onufrijenko Carl Walz Daniel Bursch                                   | Posádka STS-108 s posádkami ISS Expedice 3 a 4                                                                                                   | Mezinárodní vesmírná stanice (ISS)                            | Zásobovací mise, použití transportního modulu MPLM Raffaello, přílet posádky Expedice 4 na ISS, návrat posádky Expedice 3 na Zemi, jeden kosmický výstup. Posádka Expedice 4 se ze stanice vrátila v červnu 2002 raketoplánem Endeavour při misi STS-111. | [ 22 ]                                                        |
| Rok 2002                                                      |                                                                  | | |                                                               | |                                                               |
| Znak mise STS-109                                             | Columbia Start: 1. března 2002 Přistání: 12. března 2002         | STS-109 Scott Altman Duane Carey John Grunsfeld Nancy Currieová Richard Linnehan James Newman Michael Massimino                                     | zleva doprava Michael J. Massimino, Richard M. Linnehan, Duane G. Carey, Scott D. Altman, Nancy J. Currie, John M. Grunsfeld and James H. Newman | Hubbleův vesmírný dalekohled (HST)                            | Čtvrtá servisní mise raketoplánu k Hubbleovu vesmírnému dalekohledu. Výměna obou velkých solárních panelů dalekohledu, výměna energetické jednotky PCU (Power Control Unit), výměna kamery FOC (Faint Object Camera) za ACS (Advanced Camera for Surveys) a doplnění chladicího systému, pět výstupů do otevřeného prostoru.                                                                | [ 23 ]                                                        |
| Znak mise STS-110                                             | Atlantis Start: 8. dubna 2002 Přistání: 19. dubna 2002           | STS-110 Michael Bloomfield Stephen Frick Jerry Ross Steven Smith Ellen Ochoaová Lee Morin Rex Walheim                                               | Zleva nahoře: Steven L. Smith, Rex J. Walheim, Jerry L. Ross a Lee M.E. Morin; dole: Stephen N. Frick, Ellen Ochoaová, Michael J. Bloomfield     | Mezinárodní vesmírná stanice (ISS)                            | Montážní mise k ISS, připojení příhradové konstrukce S0, čtyři výstupy do vesmíru. | [ 24 ]                                                        |
| Znak 3. návštěvní expedice na ISS                             | Sojuz TM-34 Start: 25. dubna 2002 Přistání: 10. listopadu 2002   | 3. návštěvní expedice (EP-3) Jurij Gidzenko Roberto Vittori Mark Shuttleworth                                                                       | zleva: Jurij Gidzenko, Roberto Vittori a Mark Shuttleworth                                                                                       | Mezinárodní vesmírná stanice (ISS)                            | Přílet 3. návštěvní expedice s vesmírným turistou Markem Shuttleworthem na ISS. Celá tříčlenná posádka se po 8 dnech vrátila Sojuzem TM-33 na Zemi. Sojuz TM-34 zůstal u stanice připojen půl roku jako záchranný člun, na Zem se vrátil v listopadu 2002 s posádkou 4. návštěvní expedice.                                                                                                 | [ 25 ] [ 26 ]                                                 |
| Znak mise STS-111 · Znak Expedice 5                           | Endeavour Start: 5. června 2002 Přistání: 19. června 2002        | STS-111 Kenneth Cockrell Paul Scott Lockhart Franklin Chang-Diaz Philippe Perrin Expedice 5 Valerij Korzun Peggy Whitsonová Sergej Treščov          | Zleva: Perrin, Lockhart, Cockrell a Diaz | Mezinárodní vesmírná stanice (ISS)                            | Zásobovací mise, použití transportního modulu MPLM Leonardo, přílet posádky Expedice 5 na ISS, návrat posádky Expedice 4 na Zemi, tři kosmické výstupy, připojení mobilního systému pro Canadarm2. Posádka Expedice 5 se ze stanice vrátila v prosinci 2002 raketoplánem Endeavour při misi STS-113.                                                                                        | [ 27 ]                                                        |
| Znak mise STS-112                                             | Atlantis Start: 7. října 2002 Přistání: 18. října 2002           | STS-112 Jeffrey Ashby Pamela Melroyová David Wolf Piers Sellers Sandra Magnusová Fjodor Jurčichin                                                   | Zleva: Sandra Magnusová, David Wolf, Pamela Melroyová, Jeffrey Ashby, Piers Sellers a Fjodor Jurčichin                                           | Mezinárodní vesmírná stanice (ISS)                            | Montážní mise k ISS, připojení příhradové konstrukce S1, tři výstupy do vesmíru. | [ 28 ]                                                        |
| Znak 4. návštěvní expedice na ISS                             | Sojuz TMA-1 Start: 30. října 2002 Přistání: 4. května 2003       | 4. návštěvní expedice (EP-4) Sergej Zaljotin Frank De Winne Jurij Lončakov                                                                          | Zleva: De Winne, Zaljotin, Lončakov | Mezinárodní vesmírná stanice (ISS)                            | Přílet 4. návštěvní expedice na ISS. Celá tříčlenná posádka se po týdnu vrátila Sojuzem TM-34 na Zemi. Sojuz TMA-1 zůstal u stanice připojen půl roku jako záchranný člun, na Zem se vrátil v květnu 2003 s posádkou Expedice 6. | [ 29 ] [ 30 ]                                                 |
| Znak mise STS-113 · Znak Expedice 6                           | Endeavour Start: 24. listopadu 2002 Přistání: 7. prosince 2002   | STS-113 James Wetherbee Paul Scott Lockhart Michael López-Alegría John Bennett Herrington Expedice 6 Kenneth Bowersox Nikolaj Budarin Donald Pettit | Zleva: Lockhart, Lopez-Alegria, Herrington a Wetherbee                                                                                           | Mezinárodní vesmírná stanice (ISS)                            | Montážní mise, připojení příhradové konstrukce P1, tři výstupy do vesmíru. Přílet posádky Expedice 6 na ISS, návrat posádky Expedice 5 na Zemi. Posádka Expedice 6 se ze stanice vrátila v květnu 2003 Sojuzem TMA-1. | [ 31 ]                                                        |
| Rok 2003                                                      |                                                                  | | |                                                               | |                                                               |
| Znak mise STS-107                                             | Columbia Start: 16. ledna 2003 Havárie: 1. února 2003            | STS-107 Richard Husband William McCool Michael Anderson David Brown Kalpana Chawlaová Laurel Clarková Ilan Ramon                                    | Vzadu zleva: Brown, Clarková, Anderson, Ramon; vpředu: Husband, Chawlaová, McCool                                                                | Experimenty na oběžné dráze Země                              | Experimenty s mikrogravitací, lékařské, technologické a materiálové experimenty na oběžné dráze, využití laboratoře Spacehab. Let skončil 1. února 2003 havárií a ztrátou stroje i s celou posádkou během přistávacího manévru. | [ 32 ]                                                        |
| Znak Expedice 7                                               | Sojuz TMA-2 Start: 28. dubna 2003 Přistání: 28. října 2003       | Expedice 7 Jurij Malenčenko Edward Lu | Zleva Jurij Malenčenko, Edward Lu | Mezinárodní vesmírná stanice (ISS)                            | Přílet posádky Expedice 7. Sojuz TMA-2 zůstal u stanice připojen půl roku jako záchranný člun, na Zem se vrátil v říjnu 2003 se stejnou posádkou, ke které se připojil člen 5. návštěvní expedice Pedro Duque. | [ 33 ]                                                        |
|                                                               | Šen-čou 5 Start: 15. října 2003 Přistání: 15. října 2003         | Šen-čou 5 Jang Li-wej | Jang Li-wej | Oběžná dráha Země                                             | První pilotovaný let Čínské lidové republiky. | [ 34 ]                                                        |
| Znak posádky Sojuzu TMA-3                                     | Sojuz TMA-3 Start: 18. října 2003 Přistání: 30. dubna 2004       | Expedice 8 Michael Foale Alexandr Kaleri 5. návštěvní expedice (EP-5) Pedro Duque                                                                   | Duque, Kaleri, Foale (zleva doprava) | Mezinárodní vesmírná stanice (ISS)                            | Přílet posádky Expedice 8 a 5. návštěvní expedice. Duque se vrátil po několika dnech s posádkou Expedice 7 v Sojuzu TMA-2. Sojuz TMA-3 zůstal u stanice připojen půl roku jako záchranný člun, na Zem se vrátil v dubnu 2004 s posádkou Expedice 8, ke které se připojil člen 6. návštěvní expedice André Kuipers.                                                                          | [ 35 ] [ 36 ]                                                 |
| Rok 2004                                                      |                                                                  | | |                                                               | |                                                               |
| Znak Expedice 9                                               | Sojuz TMA-4 Start: 19. dubna 2004 Přistání: 24. října 2004       | Expedice 9 Gennadij Padalka Michael Fincke 6. návštěvní expedice (EP-6) André Kuipers                                                               | Fincke, Padalka a Kuipers (zleva doprava) | Mezinárodní vesmírná stanice (ISS)                            | Přílet posádky Expedice 9 a 6. návštěvní expedice. Kuipers se vrátil po několika dnech s posádkou Expedice 8 v Sojuzu TMA-3. Sojuz TMA-4 zůstal u stanice připojen půl roku jako záchranný člun, na Zem se vrátil v říjnu 2004 s posádkou Expedice 9, ke které se připojil člen 7. návštěvní expedice Jurij Šargin.                                                                         | [ 37 ] [ 38 ]                                                 |
|                                                               | SpaceShipOne Start: 21. června 2004 Přistání: 21. června 2004    | SpaceShipOne let 15P Mike Melvill | Mike Melvill | Suborbitální let                                              | První let do vesmíru soukromou kosmickou lodí v rámci soutěže Ansari X Prize. | [ 39 ]                                                        |
|                                                               | SpaceShipOne Start: 29. září 2004 Přistání: 29. září 2004        | SpaceShipOne let 16P Mike Melvill | Mike Melvill | Suborbitální let                                              | Druhý let do vesmíru soukromou kosmickou lodí v rámci soutěže Ansari X Prize. | [ 39 ]                                                        |
|                                                               | SpaceShipOne Start: 4. října 2004 Přistání: 4. října 2004        | SpaceShipOne let 17P Brian Binnie | Brian Binnie | Suborbitální let                                              | Třetí let do vesmíru soukromou kosmickou lodí v rámci soutěže Ansari X Prize, získání ceny. | [ 39 ]                                                        |
| Znak posádky Sojuzu TMA-5                                     | Sojuz TMA-5 Start: 14. října 2004 Přistání: 24. dubna 2005       | Expedice 10 Saližan Šaripov Leroy Chiao 7. návštěvní expedice (EP-7) Jurij Šargin                                                                   | Chiao, Šargin a Šaripov (zleva doprava) | Mezinárodní vesmírná stanice (ISS)                            | Přílet posádky Expedice 10 a 7. návštěvní expedice. Šargin se vrátil po několika dnech s posádkou Expedice 9 v Sojuzu TMA-4. Sojuz TMA-5 zůstal u stanice připojen půl roku jako záchranný člun, na Zem se vrátil v dubnu 2005 s posádkou Expedice 10, ke které se připojil člen 8. návštěvní expedice Roberto Vittori.                                                                     | [ 40 ] [ 41 ]                                                 |
| Rok 2005                                                      |                                                                  | | |                                                               | |                                                               |
|                                                               | Sojuz TMA-6 Start: 15. dubna 2005 Přistání: 11. října 2005       | Expedice 11 Sergej Krikaljov John Phillips 8. návštěvní expedice (EP-8) Roberto Vittori                                                             | | Mezinárodní vesmírná stanice (ISS)                            | Přílet posádky Expedice 11 a 8. návštěvní expedice. Vittori se vrátil po několika dnech s posádkou Expedice 10 v Sojuzu TMA-5. Sojuz TMA-6 zůstal u stanice připojen půl roku jako záchranný člun, na Zem se vrátil v říjnu 2005 s posádkou Expedice 11, ke které se připojil člen 9. návštěvní expedice vesmírný turista Gregory Olsen.                                                    | [ 42 ] [ 43 ]                                                 |
| Znak mise STS-114                                             | Discovery Start: 26. července 2005 Přistání: 9. srpna 2005       | STS-114 Eileen Collinsová James McNeal Kelly Sóiči Noguči Stephen Robinson Andy Thomas Wendy Lawrenceová Charles Camarda                            | Vzadu zleva: Robinson, Thomas, Camarda, Noguči; vpředu: Kelly, Lawrenceová, Collinsová                                                           | Mezinárodní vesmírná stanice (ISS)                            | Zásobovací let, obnovení letů raketoplánů po havárii raketoplánu Columbia v roce 2003, použití transportního modulu MPLM Raffaello, tři výstupy do vesmíru. | [ 44 ]                                                        |
|                                                               | Sojuz TMA-7 Start: 1. října 2005 Přistání: 8. dubna 2006         | Expedice 12 William McArthur Valerij Tokarev 9. návštěvní expedice (EP-9) Gregory Olsen                                                             | Zleva: Gregory Olsen (USA), Valerij Tokarev (Rusko), William McArthur (USA)                                                                      | Mezinárodní vesmírná stanice (ISS)                            | Přílet posádky Expedice 12 a 9. návštěvní expedice. Vesmírný turista Gregory Olsen se vrátil po několika dnech s posádkou Expedice 11 v Sojuzu TMA-6. Sojuz TMA-7 zůstal u stanice připojen půl roku jako záchranný člun, na Zem se vrátil v dubnu 2006 s posádkou Expedice 12, ke které se připojil člen 10. návštěvní expedice Marcos Pontes.                                             | [ 45 ] [ 46 ]                                                 |
|                                                               | Šen-čou 6 Start: 12. října 2005 Přistání: 16. října 2005         | Šen-čou 6 Fej Ťün-lung Nie Chaj-šeng | | Oběžná dráha Země                                             | Druhý čínský pilotovaný let, testy skafandrů, experimenty na oběžné dráze. | [ 47 ]                                                        |
| Rok 2006                                                      |                                                                  | | |                                                               | |                                                               |
|                                                               | Sojuz TMA-8 Start: 30. března 2006 Přistání: 29. září 2006       | Expedice 13 Pavel Vinogradov Jeffrey Williams 10. návštěvní expedice (EP-10) Marcos Pontes                                                          | Zleva: Marcos Pontes, Jeffrey Williams, Pavel Vinogradov                                                                                         | Mezinárodní vesmírná stanice (ISS)                            | Přílet posádky Expedice 13 a 10. návštěvní expedice. Marcos Pontes se vrátil po několika dnech s posádkou Expedice 12 v Sojuzu TMA-7. Sojuz TMA-8 zůstal u stanice připojen půl roku jako záchranný člun, na Zem se vrátil v září 2006 s posádkou Expedice 13, ke které se připojila členka 11. návštěvní expedice kosmická turistka Anúše Ansáríová.                                       | [ 48 ] [ 49 ]                                                 |
| Znak mise STS-121                                             | Discovery Start: 4. července 2006 Přistání: 17. července 2006    | STS-121 Steven Lindsey Mark Kelly Michael Fossum Lisa Nowaková Stephanie Wilsonová Piers Sellers Expedice 13/14 Thomas Reiter                       | Zleva: Wilsonová, Fossum, Lindsey, Sellers, Kelly, Reiter, Nowaková                                                                              | Mezinárodní vesmírná stanice (ISS)                            | Zásobovací mise, prověření konstrukčních změn v tepelné izolaci odhazovací nádrže ET, použití transportního modulu MPLM Leonardo, přílet Reitera do posádky Expedice 13, tři výstupy do vesmíru. | [ 50 ]                                                        |
| Znak mise STS-115                                             | Atlantis Start: 9. září 2006 Přistání: 21. září 2006             | STS-115 Brent Jett Christopher Ferguson Joseph Tanner Daniel Burbank Heidemarie Stefanyshyn-Piperová Steven MacLean                                 | Zleva: Heidemarie Stefanyshyn-Piperová, Christopher Ferguson, Joseph Tanner, Daniel Burbank, Brent Jett, Steven MacLean                          | Mezinárodní vesmírná stanice (ISS)                            | Montážní mise, připojení příhradové konstrukce P3/P4 včetně solárních panelů, kontrola raketoplánu z ISS, tři kosmické výstupy. | [ 51 ]                                                        |
|                                                               | Sojuz TMA-9 Start: 18. září 2006 Přistání: 21. dubna 2007        | Expedice 14 Michael López-Alegría Michail Ťurin 11. návštěvní expedice (EP-11) Anúše Ansáríová                                                      | Zleva doprava: Lopez-Alegria, Ansáríová, Ťurin                                                                                                   | Mezinárodní vesmírná stanice (ISS)                            | Přílet posádky 11. návštěvní expedice a dvou členů Expedice 14. Kosmická turistka Anúše Ansáríová se vrátila po několika dnech s posádkou Expedice 13 v Sojuzu TMA-8. Sojuz TMA-9 zůstal u stanice připojen půl roku jako záchranný člun, na Zem se vrátil v dubnu 2007 s posádkou Expedice 14, ke které se připojil člen 12. návštěvní expedice kosmický turista Charles Simonyi.          | [ 52 ] [ 53 ]                                                 |
| Znak mise STS-116                                             | Discovery Start: 10. prosince 2006 Přistání: 22. prosince 2006   | STS-116 Mark Polansky William Oefelein Robert Curbeam Christer Fuglesang Joan Higginbothamová Nicholas Patrick Expedice 14/15 Sunita Williamsová    | Vzadu zleva: Curbeam, Patrick, Williamsová, Fuglesang; vpředu: Oefelein, Higginbothamová, Polansky                                               | Mezinárodní vesmírná stanice (ISS)                            | Montážní mise, připojení příhradové konstrukce P5, čtyři výstupy do vesmíru. Výměna Reitera s Williamsovou v posádce Expedice 14. | [ 54 ]                                                        |
| Rok 2007                                                      |                                                                  | | |                                                               | |                                                               |
|                                                               | Sojuz TMA-10 Start: 7. dubna 2007 Přistání: 21. října 2007       | Expedice 15 Oleg Kotov Fjodor Jurčichin 12. návštěvní expedice (EP-12) Charles Simonyi                                                              | Zleva:Charles Simonyi, Oleg Kotov, Fjodor Jurčichin                                                                                              | Mezinárodní vesmírná stanice (ISS)                            | Přílet posádky 12. návštěvní expedice a dvou členů Expedice 15. Kosmický turista Charles Simonyi se vrátil po několika dnech s posádkou Expedice 14 v Sojuzu TMA-9. Sojuz TMA-10 zůstal u stanice připojen půl roku jako záchranný člun, na Zem se vrátil v říjnu 2007 s dvěma kosmonauty z Expedice 15, ke kterým se připojil člen 13. návštěvní expedice Sheikh Muszaphar Shukor.         | [ 55 ] [ 56 ]                                                 |
| Znak mise STS-117                                             | Atlantis Start: 8. června 2007 Přistání: 22. června 2007         | STS-117 Frederick Sturckow Lee Archambault James Francis Reilly John Olivas Patrick Forrester Steven Swanson Expedice 15/16 Clayton Anderson        | Zleva doprava: Anderson, Reilly, Swanson, Sturckow, Archambault, Forrester a Olivas                                                              | Mezinárodní vesmírná stanice (ISS)                            | Montážní mise, připojení příhradové konstrukce S3/S4 včetně solárních panelů, čtyři výstupy do vesmíru. Výměna Williamsové s Andersonem v posádce Expedice 15. | [ 57 ]                                                        |
| Znak mise STS-118                                             | Endeavour Start: 8. srpna 2007 Přistání: 21. srpna 2007          | STS-118 Scott Kelly Charles Hobaugh Tracy Caldwellová Richard Mastracchio Dafydd Williams Barbara Morganová Benjamin Drew                           | Zleva doprava: Mastracchio, Morganová, Hobaugh, Kelly, Caldwellová, Williams a Drew                                                              | Mezinárodní vesmírná stanice (ISS)                            | Montážní mise, připojení příhradové konstrukce S5, čtyři výstupy do vesmíru. | [ 58 ]                                                        |
|                                                               | Sojuz TMA-11 Start: 10. října 2007 Přistání: 19. dubna 2008      | Expedice 16 Peggy Whitsonová Jurij Malenčenko 13. návštěvní expedice (EP-13) Sheikh Muszaphar Shukor                                                | zleva doprava: Sheikh Muszaphar Shukor,Jurij Malenčenko,Peggy Whitsonová                                                                         | Mezinárodní vesmírná stanice (ISS)                            | Přílet posádky 13. návštěvní expedice a dvou členů Expedice 16. Sheikh Muszaphar Shukor se vrátil po několika dnech s posádkou Expedice 15 v Sojuzu TMA-10. Sojuz TMA-11 zůstal u stanice připojen půl roku jako záchranný člun, na Zem se vrátil v dubnu 2008 s dvěma kosmonauty z Expedice 16, ke kterým se připojila členka 14. návštěvní expedice I So-jon.                             | [ 59 ] [ 60 ]                                                 |
| Znak mise STS-120                                             | Discovery Start: 23. října 2007 Přistání: 7. listopadu 2007      | STS-120 Pamela Melroyová George Zamka Scott Parazynski Stephanie Wilsonová Douglas Wheelock Paolo Nespoli Expedice 16 Daniel Tani                   | Zleva doprava: Parazynski, Wheelock, Wilsonová, Zamka, Melroyová, Tani a Nespoli                                                                 | Mezinárodní vesmírná stanice (ISS)                            | Montážní mise, instalace modulu Harmony, přemístění příhradové konstrukce P6, pět výstupů do vesmíru. Výměna Andersona s Tanim v posádce Expedice 16. | [ 61 ]                                                        |
| Rok 2008                                                      |                                                                  | | |                                                               | |                                                               |
| Znak mise STS-122                                             | Atlantis Start: 7. února 2008 Přistání: 20. února 2008           | STS-122 Stephen Frick Alan Poindexter Stanley Love Rex Walheim Leland Melvin Hans Schlegel Expedice 16 Léopold Eyharts                              | Zleva doprava: Leland Melvin, Stephen Frick, Rex Walheim, Leopold Eyharts, Stanley Love, Alan Poindexter a Hans Schlegel                         | Mezinárodní vesmírná stanice (ISS)                            | Montážní mise, instalace evropské laboratoře Columbus, tři výstupy do vesmíru. Výměna Taniho s Eyhartsem v posádce Expedice 16. | [ 62 ]                                                        |
| Znak mise STS-123                                             | Endeavour Start: 11. března 2008 Přistání: 27. března 2008       | STS-123 Dominic Gorie Gregory H. Johnson Robert Behnken Michael James Foreman Richard Linnehan Takao Doi Expedice 16/17 Garrett Reisman             | Přední řada zleva: Gregory Johnson, Dominic Gorie; zadní řada: Richard Linnehan, Robert Behnken, Garrett Reisman, Michael Foreman a Takao Doi    | Mezinárodní vesmírná stanice (ISS)                            | Montážní mise, instalace Kibō - experimentálního logistického modulu a dvouramenného robotického telemanipulátoru SPDM, pět výstupů do vesmíru. Výměna Eyhartse s Reismanem v posádce Expedice 16. | [ 63 ]                                                        |
|                                                               | Sojuz TMA-12 Start: 8. dubna 2008 Přistání: 24. října 2008       | Expedice 17 Sergej Volkov Oleg Kononěnko 14. návštěvní expedice (EP-14) I So-jon                                                                    | zleva: I So-jon, Sergej Volkov a Oleg Kononěnko                                                                                                  | Mezinárodní vesmírná stanice (ISS)                            | Přílet posádky 14. návštěvní expedice a dvou členů Expedice 17. I So-jon se vrátila po několika dnech s posádkou Expedice 16 v Sojuzu TMA-11. Sojuz TMA-12 zůstal u stanice připojen půl roku jako záchranný člun, na Zem se vrátil v říjnu 2008 s dvěma kosmonauty z Expedice 17, ke kterým se připojil člen 15. návštěvní expedice kosmický turista Richard Garriott.                     | [ 64 ] [ 65 ]                                                 |
| Znak mise STS-124                                             | Discovery Start: 31. května 2008 Přistání: 14. června 2008       | STS-124 Mark Kelly Kenneth Ham Karen Nybergová Ronald Garan Michael Fossum Akihiko Hošide Expedice 17/18 Gregory Chamitoff                          | Zleva: Chamitoff, Fossum, Ham, Kelly, Nybergová, Garan a Hošide                                                                                  | Mezinárodní vesmírná stanice (ISS)                            | Montážní mise, připojení přetlakového modulu japonské laboratoře Kibó, tři výstupy do vesmíru. Výměna Reismana s Chamitoffem v posádce Expedice 17. | [ 66 ]                                                        |
|                                                               | Šen-čou 7 Start: 25. září 2008 Přistání: 28. září 2008           | Šen-čou 7 Čaj Č'-kang Liou Po-ming Ťing Chaj-pcheng                                                                                                 | | Oběžná dráha Země                                             | Třetí čínský pilotovaný let, první čínský výstup do vesmíru. | [ 67 ]                                                        |
|                                                               | Sojuz TMA-13 Start: 12. října 2008 Přistání: 8. dubna 2009       | Expedice 18 Jurij Lončakov Michael Fincke 15. návštěvní expedice (EP-15) Richard Garriott                                                           | zleva: Richard Garriott, Jurij Lončakov, Michael Fincke                                                                                          | Mezinárodní vesmírná stanice (ISS)                            | Přílet posádky 15. návštěvní expedice a dvou členů Expedice 18. Richard Garriott se vrátil po několika dnech s posádkou Expedice 17 v Sojuzu TMA-12. Sojuz TMA-13 zůstal u stanice připojen půl roku jako záchranný člun, na Zem se vrátil v dubnu 2009 s dvěma kosmonauty z Expedice 18, ke kterým se připojil člen 16. návštěvní expedice kosmický turista Charles Simonyi.               | [ 68 ] [ 69 ]                                                 |
| Znak mise STS-126                                             | Endeavour Start: 15. listopadu 2008 Přistání: 30. listopadu 2008 | STS-126 Christopher Ferguson Eric Boe Donald Pettit Stephen Bowen Heidemarie Stefanyshyn-Piperová Robert Kimbrough Expedice 18 Sandra Magnusová     | Zleva: Magnusová, Bowen, Pettit, Ferguson, Boe, Kimbrough a Stefanyshyn-Piperová                                                                 | Mezinárodní vesmírná stanice (ISS)                            | Doplnění zásob a výbavy stanice, údržba a oprava rotačních spojů SARJ (Solar Alpha Rotary Joint), čtyři výstupy do vesmíru. Výměna Chamitoffa s Magnusovou v posádce Expedice 18. | [ 70 ]                                                        |
| Rok 2009                                                      |                                                                  | | |                                                               | |                                                               |
| Znak mise STS-119                                             | Discovery Start: 15. března 2009 Přistání: 28. března 2009       | STS-119 Lee Archambault Dominic Antonelli Joseph Acabá Steven Swanson Richard Arnold John Phillips Expedice 18/19/20 Kóiči Wakata                   | V přední řadě zleva: Antonelli, Archambault; vzadu: Acabá, Phillips, Swanson, Arnold a Wakata                                                    | Mezinárodní vesmírná stanice (ISS)                            | Montážní mise, montáž nosníku S6 se solárními panely a radiátory, tři výstupy do vesmíru. Výměna Magnusové s Wakatou v posádce Expedice 18. | [ 71 ]                                                        |
|                                                               | Sojuz TMA-14 Start: 26. března 2009 Přistání: 11. října 2009     | Expedice 19/20 Gennadij Padalka Michael Barratt 16. návštěvní expedice (EP-16) Charles Simonyi                                                      | zleva: Charles Simonyi, Gennadij Padalka, Michael Barratt                                                                                        | Mezinárodní vesmírná stanice (ISS)                            | Přílet posádky 16. návštěvní expedice a dvou členů Expedice 19. Kosmický turista Charles Simonyi se vrátil po několika dnech s posádkou Expedice 18 v Sojuzu TMA-13. Sojuz TMA-14 zůstal u stanice připojen půl roku jako záchranný člun, na Zem se vrátil v říjnu 2009 s dvěma kosmonauty z Expedice 20, ke kterým se připojil člen 17. návštěvní expedice kosmický turista Guy Laliberté. | [ 72 ] [ 73 ]                                                 |
| Znak mise STS-125                                             | Atlantis Start: 11. května 2009 Přistání: 24. května 2009        | STS-125 Scott Altman Gregory Carl Johnson John Grunsfeld Michael Massimino Katherine Megan McArthurová Andrew Feustel Michael Good                  | Zleva: Massimino, Good, Johnson, Altman, McArthurová, Grunsfeld, a Feustel                                                                       | Hubbleův vesmírný dalekohled (HST)                            | Servisní mise Hubbleova vesmírného dalekohledu, vynesení HST na jeho novou dráhu, instalace nových baterií a zajištění životnosti HST minimálně do roku 2013. | [ 74 ]                                                        |
|                                                               | Sojuz TMA-15 Start: 27. května 2009 Přistání: 1. prosince 2009   | Expedice 20/21 Roman Romaněnko Frank De Winne Robert Thirsk                                                                                         | zleva: Robert Thirsk, Roman Romaněnko, Frank De Winne                                                                                            | Mezinárodní vesmírná stanice (ISS)                            | Přílet druhé poloviny posádky Expedice 20, zvýšení počtu členů posádky ISS na šest. Sojuz TMA-15 zůstal u stanice připojen půl roku jako záchranný člun, na Zem se vrátil v prosinci 2009 se stejnou posádkou. | [ 75 ]                                                        |
| Znak mise STS-127                                             | Endeavour Start: 15. července 2009 Přistání: 31. července 2009   | STS-127 Mark Polansky Douglas Hurley Christopher Cassidy Julie Payetteová Thomas Marshburn David Wolf Expedice 20 Timothy Kopra                     | Zleva: Wolf, Cassidy, Hurley, Payetteová, Polansky, Marshburn a Kopra                                                                            | Mezinárodní vesmírná stanice (ISS)                            | Servisní mise, přivezení a montáž částí japonského modulu Kibó (Exposed Facility a Logistics Module Exposed Section), pět výstupů do vesmíru. Výměna Wakaty s Koprou v posádce Expedice 20. | [ 76 ]                                                        |
| Znak mise STS-128                                             | Discovery Start: 29. srpna 2009 Přistání: 12. září 2009          | STS-128 Frederick Sturckow Kevin Ford Patrick Forrester José Moreno Hernández Christer Fuglesang John Olivas Expedice 20/21 Nicole Stottová         | Sedící zleva: Ford a Sturckow, stojící: Hernández, Olivas, Stottová, Fuglesang a Forrester                                                       | Mezinárodní vesmírná stanice (ISS)                            | Zásobovací mise, použití transportního modulu MPLM Leonardo, tři výstupy do vesmíru. Výměna Kopry se Stottovou v posádce Expedice 20. | [ 77 ]                                                        |
|                                                               | Sojuz TMA-16 Start: 30. září 2009 Přistání: 18. března 2010      | Expedice 21/22 Maxim Surajev Jeffrey Williams 17. návštěvní expedice (EP-17) Guy Laliberté                                                          | zleva: Guy Laliberté, Jeffrey Williams, Maxim Surajev                                                                                            | Mezinárodní vesmírná stanice (ISS)                            | Přílet posádky 17. návštěvní expedice a dvou členů Expedice 21. Kosmický turista Guy Laliberté se vrátil po několika dnech s posádkou Expedice 20 v Sojuzu TMA-14. Sojuz TMA-16 zůstal u stanice připojen půl roku jako záchranný člun, na Zem se vrátil v březnu 2010 s dvěma kosmonauty z Expedice 22.                                                                                    | [ 78 ] [ 79 ]                                                 |
| Znak mise STS-129                                             | Atlantis Start: 16. listopadu 2009 Přistání: 27. listopadu 2009  | STS-129 Charles Hobaugh Barry Wilmore Leland Melvin Randolph Bresnik Michael James Foreman Robert Satcher                                           | Vpředu zleva: Hobaugh a Wilmore; vzadu: Melvin, Foreman, Satcher a Bresnik                                                                       | Mezinárodní vesmírná stanice (ISS)                            | Zásobovací mise, doprava zásob a náhradních dílů na stanici, příprava ISS na přílet nového modulu Tranquility (Node 3), tři výstupy do vesmíru. Návrat členky Expedice 21 Nicole Stottové na Zemi. | [ 80 ]                                                        |
|                                                               | Sojuz TMA-17 Start: 20. prosince 2009 Přistání: 2. června 2010   | Expedice 22/23 Oleg Kotov Sóiči Noguči Timothy Creamer                                                                                              | Zleva: Creamer, Kotov a Noguči | Mezinárodní vesmírná stanice (ISS)                            | Přílet poloviny posádky Expedice 22. Sojuz TMA-17 zůstal u stanice připojen půl roku jako záchranný člun, na Zem se vrátil v červnu 2010 se stejnou posádkou. | [ 81 ]                                                        |
| Pokračování na seznamu pilotovaných vesmírných letů 2010–2019 |                                                                  | | |                                                               | |                                                               |